# Frederico Morais
Frederico Morais est un surfeur professionnel portugais né le 3 janvier 1992 à Cascais. Il se qualifie pour la première fois pour le Championship Tour en 2017, devenant le deuxième portugais de l'histoire après Tiago Pires à atteindre ce niveau.

## Biographie
En 2015, il participe en tant que wildcard à l'étape portugaise du championnat du monde, le Moche Rip Curl Pro Portugal organisé à Peniche. Il réalise l'exploit de parvenir jusqu'en quarts de finale après avoir notamment éliminé Mick Fanning au 3e tour. L'année suivante, il participe à nouveau à l'événement en tant que wildcard mais échoue cette fois au 3e tour. En revanche, sur le circuit QS, il enchaîne les bons résultats avec notamment une victoire au Martinique Surf Pro en avril et deux finales consécutives à Haleiwa et Sunset Beach lors de la Triple Crown of Surfing en décembre. Il termine la saison à la 3e place au classement général et se qualifie pour le Championship Tour. Il devient ainsi le deuxième portugais de l'histoire après Tiago Pires à atteindre ce niveau d'élite.

## Palmarès et résultats

### Saison par saison
- 2013 :
  - 2e du Söoruz Lacanau Pro à Lacanau (France)
  - 4e de la Vans World Cup à Sunset Beach sur le Oahu d'Oahu (Hawaï)

- 2016 :
  - 1er du Martinique Surf Pro à Basse-Pointe (Martinique)
  - 2e du Hawaiian Pro à Haleiwa sur le Oahu d'Oahu (Hawaï)
  - 2e de la Vans World Cup à Sunset Beach sur le Oahu d'Oahu (Hawaï)

### Classements
| Année             | 2011 | 2012 | 2013 | 2014 | 2015 | 2016 |
| ----------------- | ---- | ---- | ---- | ---- | ---- | ---- |
| Championship Tour | -    | -    | -    | -    | 41e  | 44e  |
| Qualifying Series | 204e | 152e | 59e  | 40e  | 63e  | 3e   |